# Вукашин Марковић
Вукашин Марковић (1874 — 1943) био је црногорски револуционар, учесник Октобарске и Кинеске револуције. Био је близак Лењинов саборац и пријатељ. Рођен је 12. августа 1874. године у Стијенама Пиперским, код данашње Подгорице.

## Октобарска револуција
Кад је избила Октобарска револуција, др Вукашин Марковић био је њен активни учесник. Са идејом Октобра наступило је за њега, како је говорио, „угодно и срећно време, као што је угодно и срећно време риби која воли да плива по узбурканим таласима мора“.
По одлуци Лењина, др Марковић је послан на јужни фронт, где је организовао јединице црвених, у којима је имао улогу комесара батаљона, затим комесара бригаде, па комесара дивизије. У пролеће 1919. године прешао је на Источни фронт, а следеће 1920. године провео неколико месеци на северу Русије, као комесар дивизије. Због сукоба са Троцким Лењин га је повукао у Москву, где се борио на страни револуционара и истакао у борбама на Врапчијем брду и Сретењском булевару.
Поред војних, др Марковић је обављао и друге послове. Радио је у Југословенској комунистичкој групи (бољшевика), као један од њених руководилаца и редактор њеног гласила „Светска револуција“. Био је председник одељења јужних Словена у Комесаријату народности од средине 1918. године, а од следеће године радио у Коминтерни на балканским питањима.

## У Југославији
Др Вукашин Марковић се 1921. године вратио у Црну Гору да диже устанак и да прогласи Совјетску Црну Гору. У земљи је активно пропагирао идеје Октобарске револуције. Његов долазак био је од огромног утицаја на црногорски политички живот и ширење комунистичке идеје у Црној Гори, нарочито међу млађим комунистима. Убрзо је дошао у сукоб са властима, те бива принуђен да пређе у илегалу, у којој је провео пуне четири године (1921—1924).
Након хапшења, уз помоћ пријатеља-комуниста успео је да побегне из затвора, а потом и из земље, најпре у Аустрију, а потом назад у Русију.

## Смрт у СССР
Према сећањима савременика, др Вукашин Марковић се 1930-их година у емигрантском клубу током једне дискусије јавно супротставио схватањима Стаљина:
Он је у једној дискусији о реферату Стаљина имао храброст да каже да се не слаже са Стаљиновом оценом економске депресије у капиталистичком свету. Нама присутнима, говорила је Лепа Нешић, срце је сишло у пете. Било је то необично. Нашао се човек, нитко други до Југословен, који се не слаже за Стаљиновим поставкама.— Томо Никшић
Вукашин Марковић је крајем 1930-их, у време стаљинистичких чистки, доспео у логор. Пуштен је из логора почетком 1940-их. Околности његове смрти нису познате. Неки сматрају да је умро од исцрпљености 1943. године у Кујбишеву, а по другима у санаторијуму на Уралу.
Његова жена је била Жана Лабурб. Син његове рођене сестре Стефе био је познати југословенски револуционар и народни херој Иван Милутиновић.